# Eugène Caillaux
Alexandre Eugène Caillaux, född 10 september 1822, död 8 augusti 1896, var en fransk politiker och järnvägsingenjör. Alexandre Caillaux var far till Joseph Caillaux.
Caillaux invaldes 1871 i den konstituerande nationalförsamlingen, röstade vanligen med de konservativa och var minister för offentliga arbeten i kabinettet Cissey 1874-76, och medlem av senaten 1876-1882. Han var finansminister i kabinettet de Broglie 1877.